# Piet Burggraaf
Pieter Adriaan Burggraaf (Alphen aan den Rijn, 19 oktober 1931 – Groenekan, 5 januari 2019) was een Nederlands socialistisch politicus (PSP, PvdA). Hij was afkomstig uit een streng gereformeerd gezin. Hij werd echter pacifist en vrijzinnig Nederlands-hervormd.

## Loopbaan
Piet Burggraaf volgde een onderwijsopleiding aan de kweekschool. Hij was actief in de Christelijke Jongemannen Vereniging en was eerst werkzaam als bankbediende, later als onderwijzer. Vanaf 1952 was hij lid van Kerk en Vrede. 
In 1957 werd hij lid van de Pacifistisch Socialistische Partij (PSP) en vervulde sindsdien partijfuncties binnen die partij. Van 1960 tot 1963 en van 1969 tot 1973 was hij voorzitter van de PSP. Van 1963 tot 1967 was hij lid van de Tweede Kamer voor de PSP.
In november 1974 trad Burggraaf uit de PSP en trad toe tot de Partij van de Arbeid (PvdA) en was onder andere voorzitter in het gewest Drenthe. Bij de oprichting van GroenLinks werd hij van die partij lid.
Piet Burggraaf was van 1979 tot 1990 voorzitter van de Vereniging Nederland-DDR. 
Van 1967 tot 1982 was hij aanvankelijk adjunct-directeur, later directeur van het Vormingscentrum De Klencke in Oosterhesselen. Daarna werd hij directeur van het woon-verpleegcentrum 'Nieuw Unicum' te Zandvoort. Hij overleed begin 2019 op 87-jarige leeftijd.